# Odessa
Odessa (AFI: /oˈdessa/ o /oˈdɛssa/; in ucraino Одеса?, Odesa; in russo Одесса?; è una città dell'Ucraina meridionale sul mar Nero, capoluogo dell'oblast' omonima e del distretto omonimo.
Nel 2022 aveva una popolazione di 1 010 537 abitanti. Per popolazione è la terza città del paese dopo la capitale Kiev e Charkiv.
Fino al 18 luglio 2020, Odessa era classificata come città di rilevanza regionale e costituiva un comune autonomo. Nell'ambito della riforma amministrativa dell'Ucraina, che ha ridotto a sette il numero dei distretti dell'oblast di Odessa, è entrata a far parte del distretto di Odessa di nuova costituzione. Odessa è il principale porto del paese oltre che meta turistica; include, tra l'altro, un centro termale.

## Geografia fisica
Odessa è situata su un gruppo di rilievi collinari che si affacciano sul mar Nero, a 31 chilometri a nord dall'estuario del fiume Dnestr e a 445 chilometri a sud di Kiev. Il clima della città è di tipo temperato secco. La temperatura media varia tra i -2 °C del mese di gennaio e i +22 °C che si registrano a luglio. Le precipitazioni medie annue sono di soli 350 millimetri.

### Clima
| Odessa (1991-2020) Fonte:   | Mesi         | Mesi         | Mesi         | Mesi        | Mesi        | Mesi        | Mesi        | Mesi        | Mesi        | Mesi         | Mesi         | Mesi         | Stagioni | Stagioni | Stagioni | Stagioni | Anno  |
| Odessa (1991-2020) Fonte:   | Gen          | Feb          | Mar          | Apr         | Mag         | Giu         | Lug         | Ago         | Set         | Ott          | Nov          | Dic          | Inv      | Pri      | Est      | Aut      | Anno  |
| --------------------------- | ------------ | ------------ | ------------ | ----------- | ----------- | ----------- | ----------- | ----------- | ----------- | ------------ | ------------ | ------------ | -------- | -------- | -------- | -------- | ----- |
| T. max. media (°C)          | 2,3          | 3,4          | 7,7          | 13,6        | 20,3        | 25,1        | 27,9        | 27,7        | 21,8        | 15,3         | 9,1          | 4,2          | 3,3      | 13,9     | 26,9     | 15,4     | 14,9  |
| T. media (°C)               | −0,4         | 0,4          | 4,3          | 10,0        | 16,2        | 20,8        | 23,4        | 23,1        | 17,8        | 12,0         | 6,3          | 1,5          | 0,5      | 10,2     | 22,4     | 12,0     | 11,3  |
| T. min. media (°C)          | −2,7         | −2,1         | 1,6          | 6,9         | 12,6        | 16,9        | 19,1        | 18,9        | 14,0        | 8,9          | 3,9          | −0,8         | −1,9     | 7,0      | 18,3     | 8,9      | 8,1   |
| T. max. assoluta (°C)       | 15,1 (2005)  | 19,2 (2016)  | 24,1 (1947)  | 29,4 (2012) | 33,2 (2007) | 37,2 (1963) | 39,3 (2007) | 38,0 (2010) | 35,4 (2018) | 30,5 (1928)  | 26,0 (1926)  | 16,9 (2015)  | 19,2     | 33,2     | 39,3     | 35,4     | 39,3  |
| T. min. assoluta (°C)       | −26,2 (1940) | −28,0 (1929) | −16,0 (1929) | −5,9 (1923) | 0,3 (1965)  | 5,2 (1913)  | 7,5 (1908)  | 7,9 (1922)  | −0,8 (1906) | −13,3 (1920) | −14,6 (1920) | −19,6 (1895) | −28,0    | −16,0    | 5,2      | −14,6    | −28,0 |
| Nuvolosità (okta al giorno) | 7,5          | 7,0          | 6,8          | 6,4         | 5,8         | 5,7         | 4,9         | 4,4         | 5,2         | 6,1          | 7,6          | 7,9          | 7,5      | 6,3      | 5,0      | 6,3      | 6,3   |
| Precipitazioni (mm)         | 43           | 35           | 35           | 28          | 39          | 47          | 45          | 40          | 44          | 37           | 39           | 38           | 116      | 102      | 132      | 120      | 470   |
| Giorni di pioggia           | 9            | 7            | 10           | 11          | 12          | 13          | 10          | 8           | 9           | 10           | 13           | 10           | 26       | 33       | 31       | 32       | 122   |
| Nevicate (cm)               | 2            | 2            | 1            | 0           | 0           | 0           | 0           | 0           | 0           | 0            | 0            | 1            | 5        | 1        | 0        | 0        | 6     |
| Giorni di neve              | 11           | 10           | 6            | 0,4         | 0,0         | 0,0         | 0,0         | 0,0         | 0,0         | 0,2          | 4,0          | 9,0          | 30,0     | 6,4      | 0,0      | 4,2      | 40,6  |
| Giorni di nebbia            | 6            | 6            | 6            | 5           | 3           | 1           | 1           | 0,3         | 2,0         | 3,0          | 5,0          | 6,0          | 18,0     | 14,0     | 2,3      | 10,0     | 44,3  |
| Umidità relativa media (%)  | 83           | 81           | 78           | 74          | 71          | 70          | 66          | 65          | 72          | 77           | 82           | 84           | 82,7     | 74,3     | 67       | 77       | 75,3  |
| Vento (direzione-m/s)       | N 3,7        | N 3,8        | N 3,7        | S 3,3       | S 2,9       | S 2,7       | NW 2,5      | NW 2,5      | NW 2,7      | N 3,2        | W 3,6        | N 3,5        | 3,7      | 3,3      | 2,6      | 3,2      | 3,2   |

## Storia
La regione di Odessa, già abitata in antichità dagli Sciti, divenne luogo di fondazione di due colonie greche, Tyras e Olbia Pontica. Il nome della città deriva da Odessos, un'altra colonia greca che, in passato, si riteneva fiorita sullo stesso territorio, ma la cui ubicazione, invece, era nell'attuale Bulgaria, presso l'odierna città di Varna.
Terra attraversata dai popoli migratori a partire dal III secolo d.C., temporaneamente sotto l'influenza polacca e lituana, dopo la grande invasione del 1241 divenne possesso dei tatari, che vi eressero l'insediamento di Hacıbey. Nel 1529 la zona venne invasa dagli ottomani, sotto cui rimase fino alla guerra russo-turca degli anni 1787-1791.

### Fondazione

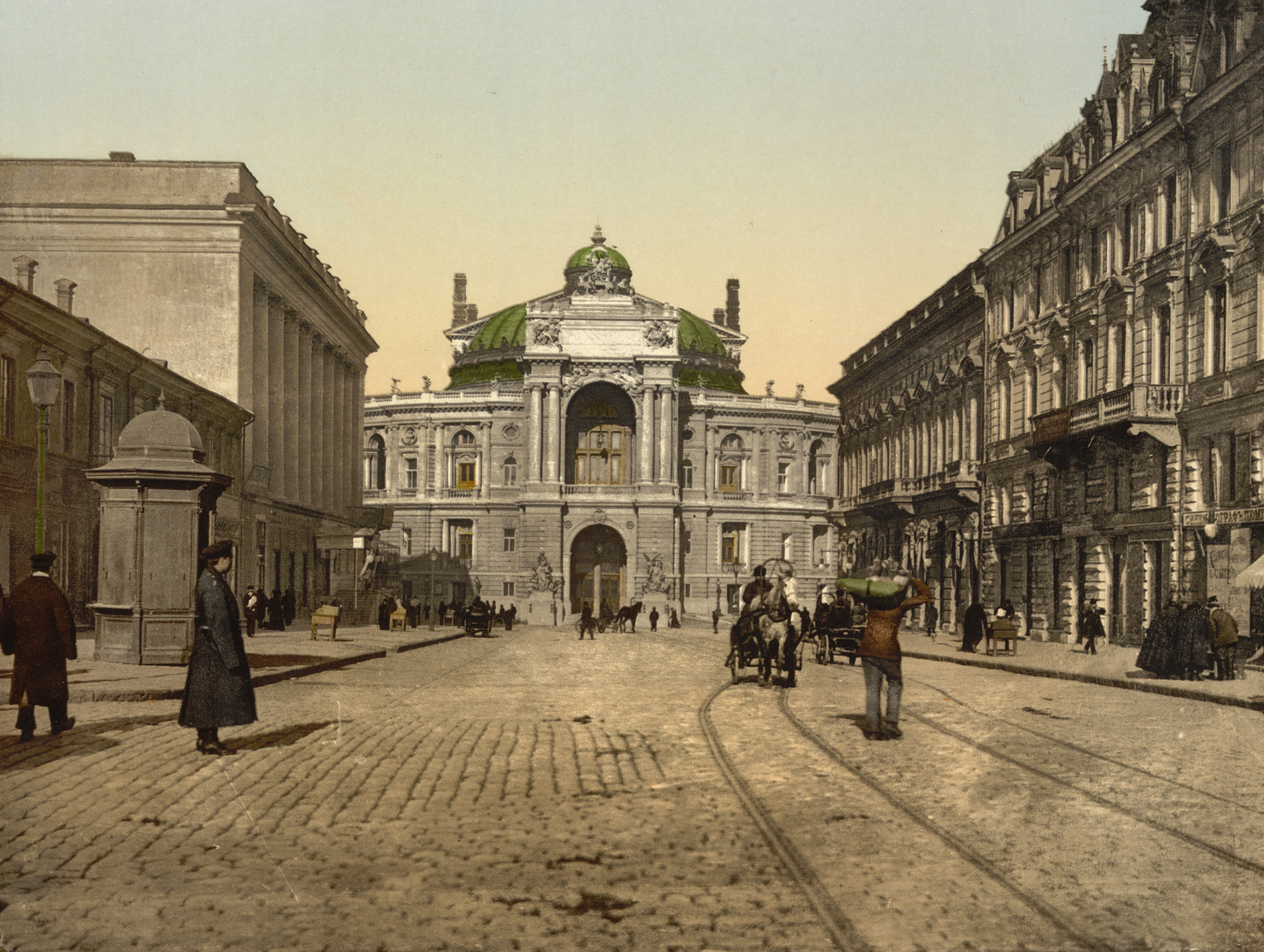
Via Richelieu - Cartolina del XIX secolo

La città di Odessa venne fondata ufficialmente nel 1794 dall'Impero russo nel territorio perso dall'Impero ottomano nel 1792. La fortezza turca di Yeni Dünya divenne il principale porto russo sul Mar Nero con il nome di Odessa (Одесса). La città crebbe velocemente sotto il governatorato del Duca di Richelieu negli anni 1803-1814. Nel 1819 Odessa divenne un porto franco e tale rimase fino al 1879. In questo lungo arco di tempo la città si affermò come importante centro di scambi commerciali e zona di transito tra Europa e Asia, di carattere squisitamente cosmopolita. Durante la guerra di Crimea (1853-1856), la città venne pesantemente bombardata dalla marina inglese e francese. In seguito, riprese nuovamente a crescere e svilupparsi, in quanto principale porto russo per l'esportazione dei cereali. Nel 1866 venne collegata da una linea ferroviaria a Kiev e Charkiv in Ucraina ed a Iași in Romania; nel 1880 venne inaugurata la stazione di Odessa centrale.

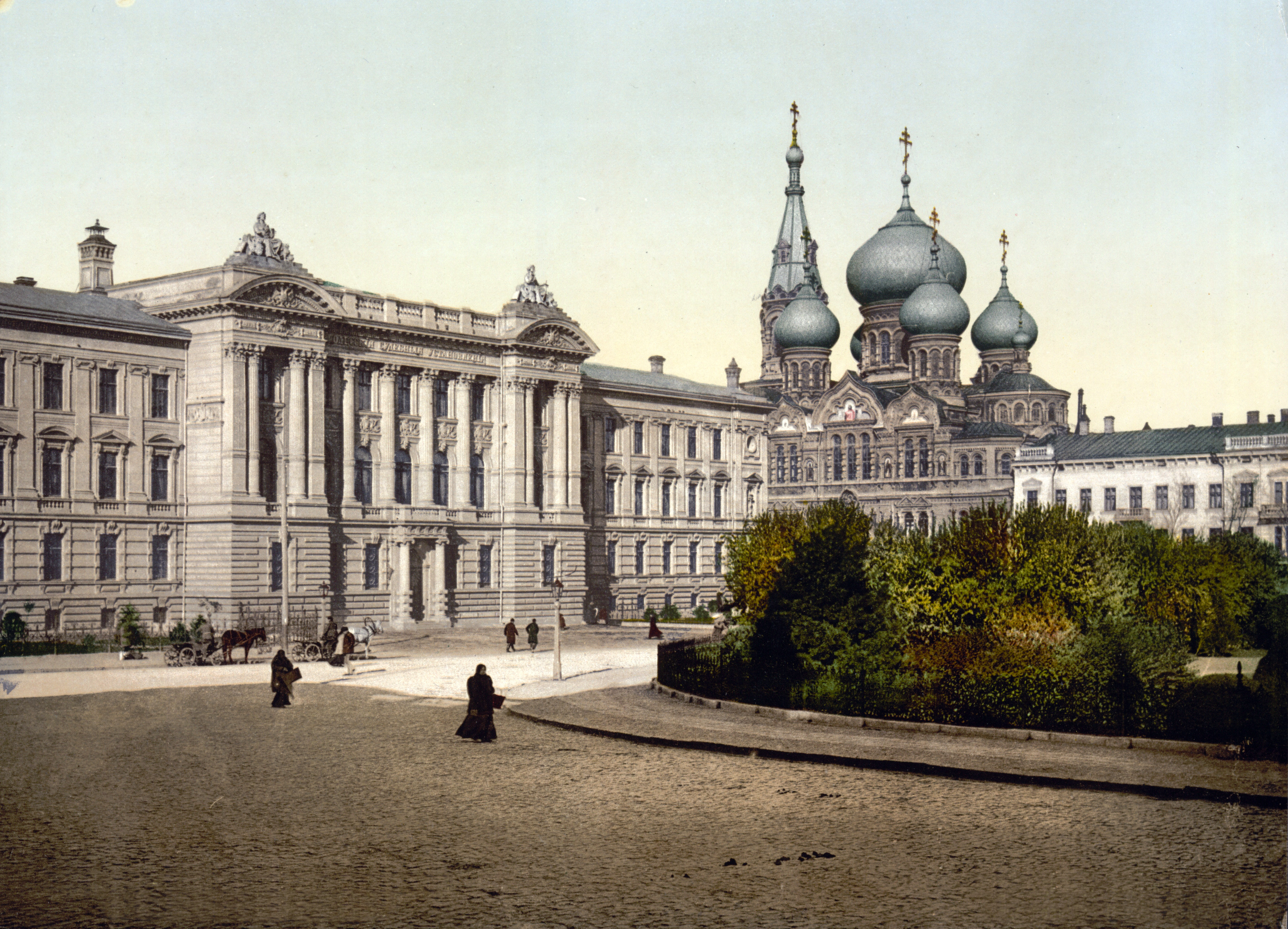
Centro storico - Cartolina del XIX secolo

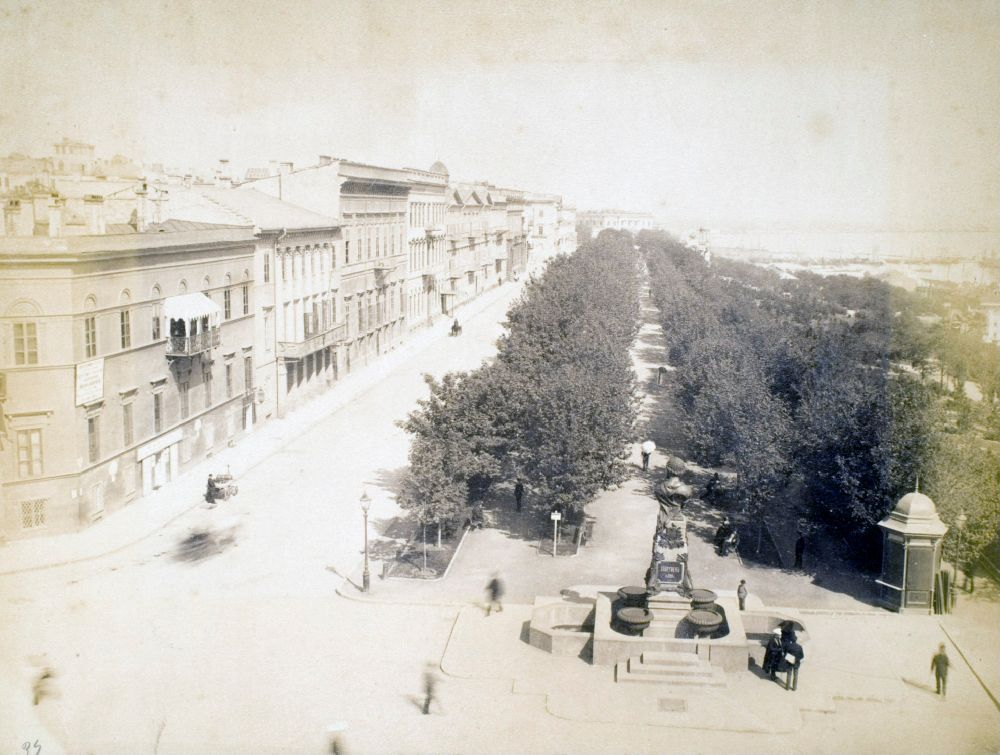
Monumento a Puškin, Odessa, Department of Image Collections, National Gallery of Art Library, Washington, DC

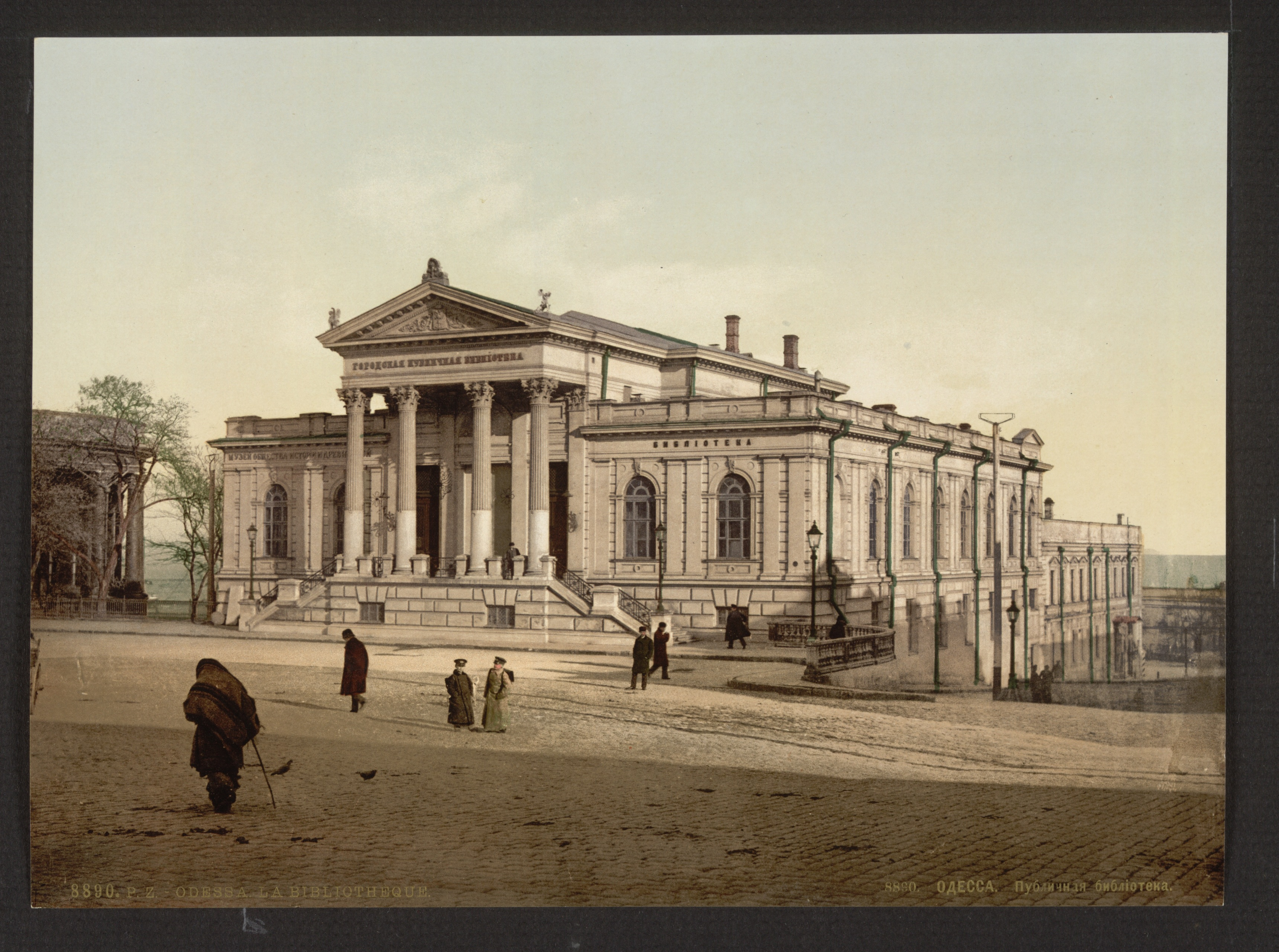
La biblioteca tra il 1890 e il 1900

Nel 1905 la città fu teatro della rivolta operaia sostenuta dall'equipaggio della corazzata Potëmkin e dalla rivista leninista Iskra. La repressione, operata dall'esercito e dalla cavalleria cosacca ed immortalata dal celebre film La corazzata Potëmkin causò centinaia di morti. Nell'ottobre dello stesso anno la città fu sconvolta da un violentissimo pogrom contro la locale comunità ebraica. Le vittime stimate andarono da un minimo di 300 ad un massimo di 1 000, mentre i feriti furono oltre 5 000. Impressionanti furono poi i danni frutto delle distruzioni e dei saccheggi, che ammontarono complessivamente a 3,75 milioni di rubli dell'epoca. Complessivamente 1 400 attività commerciali furono distrutte, mentre 3 000 famiglie persero tutto. Questo fatto spinse parte degli ebrei odessiti a lasciare la città negli anni successivi e ad emigrare alla volta degli Stati Uniti d'America e dell'Europa occidentale.
Nell'ottobre 1917, in seguito alla Rivoluzione russa, Odessa venne occupata dalle milizie fedeli alla Repubblica Popolare Ucraina di Symon Petljura. Tre mesi più tardi un'insurrezione bolscevica rovesciò il comitato ucraino e proclamò il soviet; tuttavia, nel marzo successivo la città venne occupata dall'esercito austroungarico. Al termine della prima guerra mondiale, con la smobilitazione delle truppe austriache, il governo cittadino invocò l'intervento delle potenze alleate per contrastare gli operai bolscevichi. Così, dopo un bombardamento navale ad opera di una squadra francese, Odessa fu occupata da un contingente di truppe francesi, serbe, polacche e greche. Nel luglio 1919 le truppe alleate evacuarono la città, che cadde così nelle mani dei bolscevichi. Questi ultimi vennero a loro volta sconfitti dall'Armata Bianca del generale Anton Denikin, che fece di Odessa una delle sue piazzeforti. Nel maggio 1920 la città fu definitivamente conquistata dall'Armata Rossa.

### Odessa nella seconda guerra mondiale
Durante la seconda guerra mondiale, nell'agosto 1941, Odessa fu occupata dall'esercito romeno, affiancato da truppe tedesche. Il generale Nicolae Macici, comandante del Secondo Corpo d'Armata romeno, in complicità con Gheorghe Alexianu, governatore romeno di Transnistria e della città di Odessa (nominato dal generale Ion Antonescu, dittatore della Romania negli anni 1940-1944) ordinò, come rappresaglia a seguito di un attentato terroristico, il massacro di 5 000 civili (la maggior parte dei quali ebrei), tutti trucidati nella notte del 22 ottobre 1941.. Nei due giorni successivi altri 20 000-30 000 uomini, donne, vecchi e bambini furono massacrati. Ai circa 35 000 ebrei rimasti a Odessa fu ordinato di trasferirsi all'interno di un ghetto situato nel sobborgo di Slobodka, dove furono anch'essi uccisi o deportati.
Al 10 aprile 1944, giorno in cui la città fu liberata dall'Armata Rossa, restavano a Odessa solamente 703 ebrei vivi. Complessivamente 115 000 ebrei e 15 000 rom furono massacrati nella regione delle Transnistria, tra di essi la quasi totalità degli 80 000 ebrei presenti a Odessa al momento dell'occupazione nazista.

#### Il processo ai criminali di guerra
Il processo che riguardava anche i crimini perpetrati ad Odessa, Dalnic, Ovidiopol' e Bogdanovka (45 000 ebrei) tra il 23 ed il 24 ottobre 1941 fu il primo effettuato presso il Tribunale del popolo di Bucarest. Alla sua conclusione, il 22 maggio 1945, il generale Nicolae Macici, il maresciallo Ion Antonescu, il professor Gheorghe Alexianu, governatore romeno della Transnistria e di Odessa, Mihai Antonescu, vice-primo ministro e ministro degli esteri e il generale "Piky" Vasiliu, comandante della gendarmeria, vennero giudicati tutti colpevoli per i massacri e condannati a morte.

### Il secondo dopoguerra
Nel secondo dopoguerra Odessa fu ricostruita e riprese a svilupparsi velocemente ma senza più recuperare il ruolo centrale avuto in precedenza. La maggior parte degli ebrei della città emigrò in Israele e negli Stati Uniti tra gli anni '70 e '90. Dopo la caduta del Muro di Berlino e la dissoluzione dell'URSS, Odessa divenne parte dell'Ucraina nel 1991.
Nel 2014, con lo scoppio delle proteste filorusse in Ucraina, Odessa fu teatro di una serie di sanguinosi scontri tra i sostenitori di Euromaidan e quelli filorussi. La violenza raggiunse il suo apice il 2 maggio, quando quarantadue manifestanti filorussi furono arsi vivi nell'incendio della Casa dei sindacati di Odessa dopo uno scambio di bottiglie incendiarie con i loro avversari.
Lo scrittore Isaak Ėmmanuilovič Babel', nato a Odessa nel 1894, da una famiglia di piccoli commercianti ebrei, in un famoso ciclo di sei racconti, dal titolo Racconti di Odessa, ha descritto le vicende del quartiere ebraico della Moldavjanka.
Si tratta di storie di vita, o meglio, di mala vita, in cui campeggia la figura del capobanda Benja Krik, detto il Re, figlio di Mendel Krik, il carrettiere. Attorno a lui prende forma una galleria di personaggi dei più vari mestieri, uomini dediti ai traffici del porto, occupati negli affari più loschi, ciniche locandiere, prostitute voluttuose, allevatori e coltivatori vittime delle estorsioni dei banditi o convertiti a capi clan.
Una vita violenta, segnata dalla dura regola del ghetto e, al di sopra di questa, sorvegliata dalla legge del più forte o del più risoluto. È questa la Gente di Odessa, come recita il titolo di uno dei racconti, la varia umanità immortalata da uno dei suoi cittadini più illustri.

## Monumenti e luoghi d'interesse
Il centro storico della città è stato iscritto nel 2023 con procedura d'urgenza nella lista dei patrimoni dell'umanità dell'UNESCO.

### Monumenti civili
- Municipio di Odessa

### Aree naturali
- Catacombe di Odessa[23][24][25]
- Zoo di Odessa

## Società
Uno studio dell'International Republican Institute del 2015 ha rilevato che il 68% della popolazione di Odessa era ucraina ed il 23%  russa. Nonostante queste cifre, sempre nel 2015 è stata condotta un'indagine che ha appurato che il 78% degli abitanti della città tra le mura domestiche parlassero russo mentre solo il 6% parlava ucraino. Tuttavia, negli ultimi anni la lingua ucraina ha acquisito maggiore importanza come prima lingua parlata a casa ed è cresciuta di almeno 5 volte passando dal 6% del 2015 al 29% del 2021.
La città e la sua oblast' sono anche sede di altre minoranze etniche, figlie delle migrazioni che interessarono il territorio nel XIX secolo. Tra i gruppi principali spiccano albanesi, armeni, azeri, bulgari, ebrei, georgiani, greci, polacchi, romeni, tatari di Crimea e turchi. La comunità ebraica locale, un tempo numerosa e florida (tanto che negli anni '30 gli ebrei erano il primo gruppo etnico della città), è stata sterminata durante l'Olocausto. Parte dei sopravvissuti è emigrata poi negli Stati Uniti ed in Israele a partire dagli anni settanta.

### Evoluzione demografica
- 1795 - 2 250 abitanti
- 1814 - 25 000
- 1850 - 100 000
- 1873 - 185 000
- 1884 - 225 000
- 1900 - 450 000
- 2008 - 1 001 000

### Etnie
| Gruppo etnico | 1897    | 1897   | 1926    | 1926   | 1939    | 1939   | 1989      | 1989  | 2001      | 2001  |
| Gruppo etnico | Numero  | %      | Numero  | %      | Numero  | %      | Numero    | %     |           |       |
| ------------- | ------- | ------ | ------- | ------ | ------- | ------ | --------- | ----- | --------- | ----- |
| Ucraini       | 37 925  | 9,39%  | 73 453  | 17,59% | 178 878 | 29,60% |           | 48,9% | 622 900   | 61,6% |
| Russi         | 198 233 | 49,09% | 162 789 | 39,97% | 186 610 | 30,88% |           | 39,4% | 292 000   | 29,0% |
| Bulgari       | 600     | 0,15%  | 1 186   | 0,28%  | 4 967   | 0,82%  |           | 1,5%  | 13 300    | 1,3%  |
| Ebrei         | 124 511 | 30,83% | 153 243 | 36,69% | 200 961 | 33,26% |           | 5,9%  | 12 400    | 1,2%  |
| Moldavi       | 488     | 0,12%  | 1 048   | 0,25%  | 2 573   | 0,43%  |           | 1,0%  | 7 600     | 0,7%  |
| Bielorussi    | 1 267   | 0,31%  | 2 501   | 0,60%  | -       | -      |           | 1,1%  | 6 400     | 0,6%  |
| Armeni        | 1 401   | 0,35%  | 1 843   | 0,44%  | 2 298   | 0,38%  |           | 0,4%  | 4 400     | 0,4%  |
| Polacchi      | 17 395  | 4,31%  | 10 021  | 2,40%  | 8 829   | 1,46%  |           | 0,5%  | 2 100     | 0,2%  |
| Tedeschi      | 10 248  | 2,54%  | 5 522   | 1,32%  | 8 424   | 1,39%  | -         | -     | -         | -     |
| Greci         | 5 086   | 1,26%  | 1 377   | 0,33%  |         |        |           |       |           |       |
| Tatari        | 1 437   | 0,36%  | 496     | 0,12%  |         |        |           |       |           |       |
| Francesi      | 1 137   | 0,28%  | 78      | 0,02%  |         |        |           |       |           |       |
| Italiani      | 717     | 0,18%  | 159     | 0,04%  |         |        |           |       |           |       |
| Totale        | 403 815 | 100%   | 403 815 | 100%   | 601 651 | 100%   | 1 115 371 | 100%  | 1 029 049 | 100%  |

#### Italiani di Odessa

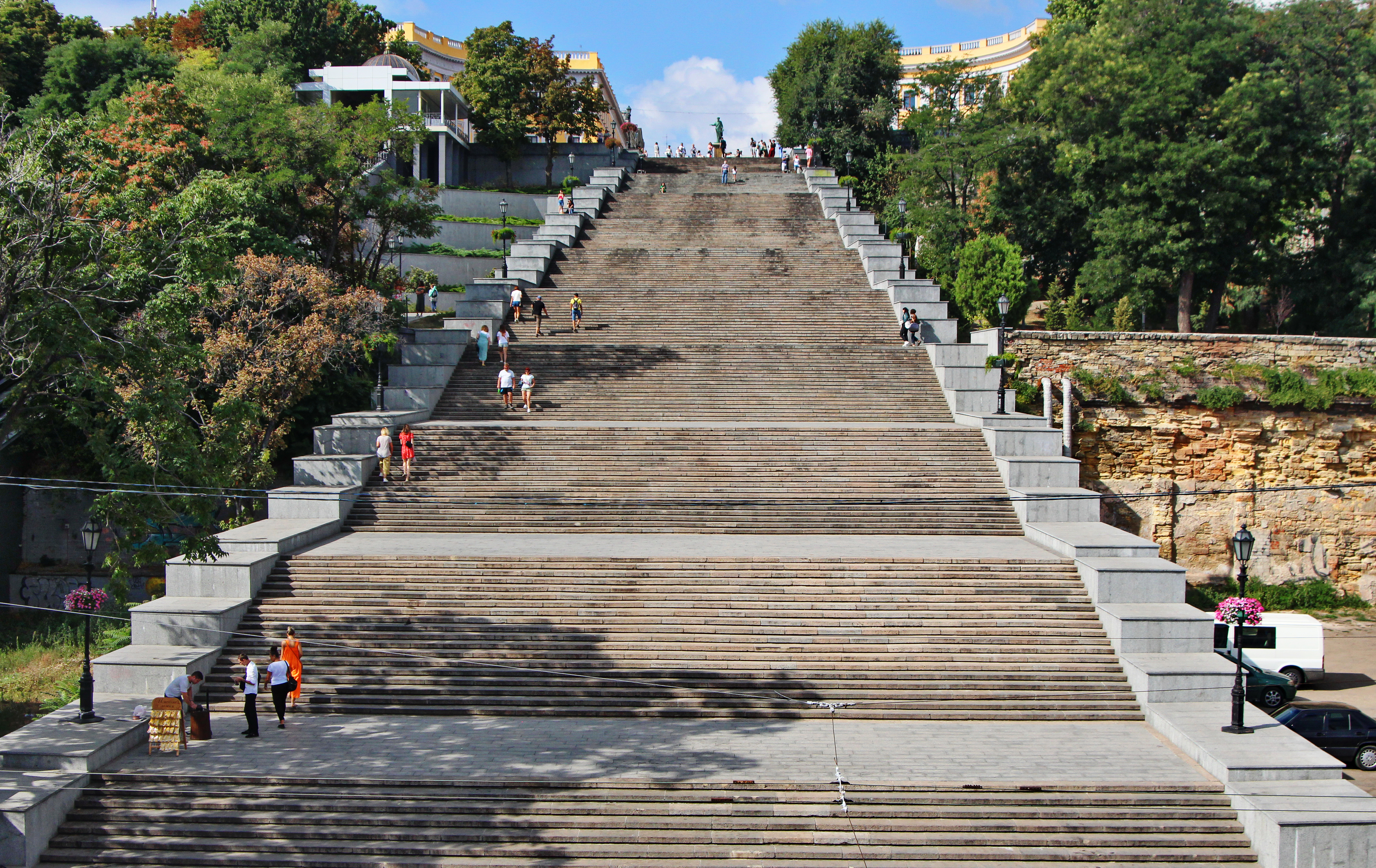
La scalinata Potëmkin

La città di Odessa ha una storia strettamente legata all'Italia. Infatti, gli italiani sono menzionati nel Duecento per la prima volta, quando sul territorio della città odierna fu ubicato l'ancoraggio delle navi della Repubblica di Genova. La nuova affluenza degli italiani nel Sud dell'Ucraina crebbe particolarmente con la fondazione di Odessa.
All'inizio del XIX secolo la colonia italiana era composta in primo luogo da commercianti, marinai e militari in servizio nell'Armata russa.
L'architetto italiano Francesco Boffo (1790-1867) fu capo architetto del comune di Odessa per oltre 40 anni, contribuendo alla trasformazione di Odessa in un vero museo a cielo aperto dell'architettura neoclassica e neorinascimentale italiana, rivaleggiando con San Pietroburgo nel nord dell'Impero russo. La sua opera più famosa è la scalinata Potëmkin, oltre a circa 30 palazzi ed edifici pubblici.

### Religione
Il passato multietnico di Odessa ha contribuito a creare un panorama confessionale particolarmente frammentato. Ciascuna comunità ha poi costruito un proprio luogo di culto (a volte anche più di uno) conferendo così al paesaggio urbano odessita delle caratteristiche uniche. Nel centro della città sorgono la cattedrale ortodossa della Trasfigurazione, la cattedrale cattolica dell'Assunzione, la cattedrale greco-ortodossa della Trinità, la cattedrale luterana di San Paolo, il monastero di Sant'Elia, la chiesa evangelica presbiteriana, la chiesa cattolica di San Pietro, la sinagoga centrale, la sinagoga Brodskij e la moschea Al Salam.
La città è sede della diocesi cattolica di Odessa-Sinferopoli suffraganea dell'arcidiocesi di Leopoli, e dell'esarcato arcivescovile di Odessa della Chiesa greco-cattolica ucraina.

## Cultura

### Eventi
Dal 2010 la città ospita il Festival internazionale del cinema di Odessa.

### Istruzione

#### Musei

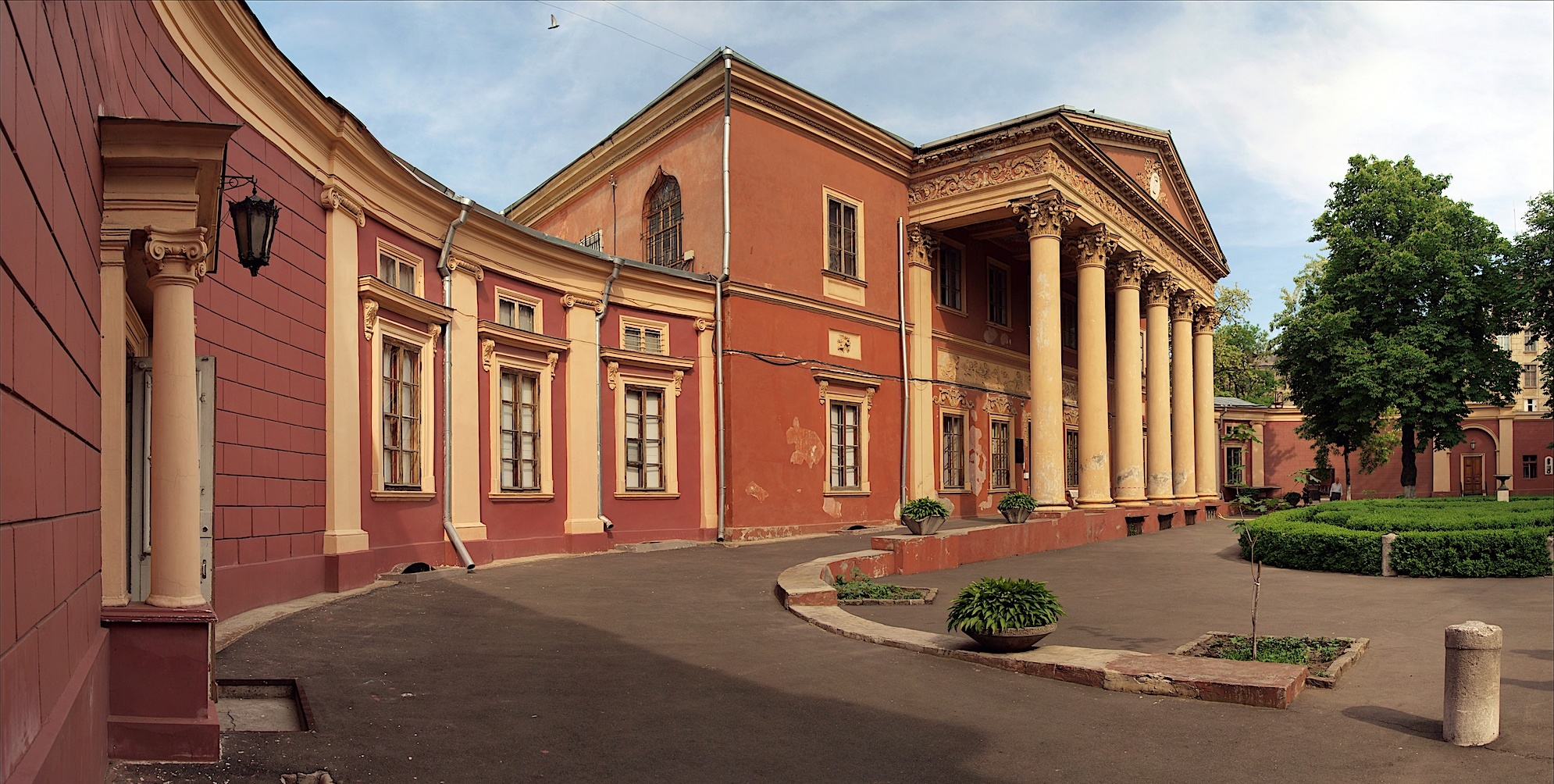
Museo d'arte di Odessa

- Museo d'arte occidentale ed orientale è il principale museo della città, ha importanti collezioni d'arte dal XVI al XX secolo comprese opere di Caravaggio, Mignard, Hals, Teniers e Del Piombo.
- Museo Aleksandr Puškin, dedicato al periodo di esilio trascorso da Puškin ad Odessa.
- Museo archeologico
- Museo d'arte
- Museo numismatico
- Museo dell'Olocausto
- Museo storico e locale di Odessa
- Museo dell'Eroica Difesa di Odessa
- Museo della letteratura
- Museo della storia ebraica di Odessa
- Museo del cinema
- Museo del cemento

#### Università
La città è sede dell'Università di Odessa, fondata dallo zar Alessandro II di Russia nel 1865. Altri importanti atenei presenti sono l'Università Nazionale di Medicina di Odessa, l'Università Nazionale di Economia di Odessa, l'Accademia navale di Odessa ed il Politecnico di Odessa.

### Teatri
- Teatro Nazionale, ricostruito nel 1887 in stile neobarocco, è il principale della città ed uno dei più importanti dell'Ucraina.
- Teatro Filarmonico, ospita dal 1924 la Filarmonica di Odessa.
- Teatro drammatico russo del 1874

## Economia
La città possiede numerose industrie concentrate principalmente nei settori navale, chimico, metallurgico, agroalimentare e del raffinamento del petrolio. Odessa è anche una base navale e un importante porto di attracco.

## Infrastrutture e trasporti

### Strade
Odessa è il principale snodo stradale del sud-ovest dell'Ucraina. Dalla città dipartono le autostrade M14, che la unisce ai porti di Mykolaïv, Cherson e Mariupol', M05 per Kiev, M16 per la frontiera con la Moldavia, per Ismail (Bessarabia) e Reni, M27 per Čornomors'k ed M28 per Južne.
Dalla città partono numerose linee di autobus per le altre città dell'Ucraina e dell'Europa centro-orientale e balcanica.

### Ferrovie
La città è il principale terminal ferroviario della regione e dispone di numerose stazioni ferroviarie, la principale delle quali è quella di Odessa centrale. Dai suoi binari partono treni per le principali città dell'Ucraina e dell'Europa centro-orientale.

### Trasporto pubblico
Nel 1880 a Odessa venne inaugurato il primo servizio di omnibus, gestito da una compagnia belga e l'anno successivo nacque la rete tranviaria di Odessa, la prima dell'Impero russo a vapore. La città è dotata di linee di filobus, autobus e di taxi collettivo, conosciute come maršrutka. La funicolare di Odessa, aperta nel 1902, corre parallelamente alla scalinata Potëmkin e unisce il centro alla zona portuale.

### Porti
Il porto di Odessa è il più grande porto marittimo dell'Ucraina e uno dei più importanti del bacino del mar Nero. Lo scalo dispone anche degli hub di Čornomors'k (a sud) e Južne (a nord-est). In seguito all'annessione della Crimea alla Russia del 2014 Odessa ospita il quartier generale della marina militare ucraina.

### Aeroporti
L'aeroporto Internazionale di Odessa è situato a 7 km a sud-ovest dal centro della città.

## Amministrazione

### Gemellaggi
Odessa è gemellata ufficialmente con:
- Alessandria d'Egitto, dal 1968
- Baltimora, dal 1975
- Chișinău, dal 1994[35]
- Costanza, dal 1993[36]
- Calcutta, dal 1986
- Erevan, dal 1995
- Genova, dal 1979[37]
- Haifa, dal 1992
- Istanbul, dal 1997
- Liverpool, dal 1957
- Łódź, dal 1993
- Marsiglia, dal 1973
- Nicosia, dal 1996
- Oulu, dal 1957
- Pireo, dal 1993
- Qingdao, dal 1993
- Ratisbona, dal 1990
- Seghedino, dal 1977
- Spalato, dal 1964[38]
- Vancouver, dal 1944
- Varna, dal 1958
- Yokohama, dal 1968
- Venezia, dal 2022

Odessa ha inoltre rapporti d'amicizia con:
- Brėst, dal 2004
- Danzica, dal 1996
- Klaipėda, dal 2004
- Larnaka, dal 2004
- Marrakesh, dal 2019
- Minsk, dal 1996
- Ningbo, dal 2008
- Tallinn, dal 1997
- Tbilisi, dal 1996
- Valparaíso, dal 2004
- Varsavia, dal 2005
- Vienna, dal 2006

## Sport

### Calcio
La squadra principale della città è il Čornomorec', squadra che disputa la Prem"jer-liha, il massimo campionato di calcio ucraino. Gioca le sue partite interne nello stadio Čornomorec', un moderno impianto costruito nel 1935 ed interamente rifatto nel 2008 che vanta una capienza di oltre 34 000 spettatori.

### Tennis
A Odessa è nata la più forte tennista ucraina della storia, Elina Svitolina: l'11 settembre 2017 ha raggiunto la terza posizione del mondo, la sua migliore posizione nella classifica WTA.

## Curiosità
La città ospita il cosiddetto Castello di Kivalov, sede dell'Accademia di Giurisprudenza di Odessa.
L'edificio, di proprietà di Serhij Kivalov, ex deputato ucraino filo-russo, è celebre per la propria somiglianza con il Castello di Hogwarts nella saga cinematografica di Harry Potter.
Esso viene colpito dal frammento di un missile russo nella serata del 29 aprile 2024, causando un incendio e provocando la morte del proprietario Kivalov.